# هارتمانیتسه (ناحیه سویتاوی)
هارتمانیتسه (به چکی: Hartmanice) یک منطقهٔ مسکونی در جمهوری چک است که در ناحیه سویتاوی واقع شده‌است. هارتمانیتسه ۶٫۱۳ کیلومتر مربع مساحت و ۲۸۴ نفر جمعیت دارد و ۶۰۸ متر بالاتر از سطح دریا واقع شده‌است.